# Slackpkg
Slackpkg è un software che automatizza l'installazione e l'aggiornamento e la rimozione di pacchetti attraverso una rete di Slackware ove risiedono i repository. slackpkg è stato incluso nel ramo principale in Slackware 12.2 - precedentemente è stato incluso in in extras/ da Slackware 9.1. La sua licenza è la GNU General Public License (GPL).

## Descrizione
Slackpkg è un tool di gestione dei pacchetti automatizzata scritto per Slackware in shell script. È stato designato per facilitare il lavoro dei sysadmin che lavoravano con Slackware, permetteva di svolgere le attività riguardanti i pacchetti con un solo comando. Slackpkg non rimpiazza il tool di package management di Slackware come installpkg a upgradepkg nonostante li usi. 
Alcune delle feature che slackpkg include sono installazione, aggiornamento e ricerca. Molte di queste feature, come la rimozione dei pacchetti, può essere fatta più direttamente ed efficacemente tramite il tool di package management di Slackware, comunque la loro integrazione in slackpkg mostra una miglior UI.
Slackpkg non risolve le dipendenze tra pacchetti, come fa, invece, rpm di Fedora ed OpenSUSE. Solo le applicazioni di terze parti, come slapt-get, hanno una gestione delle dipendenze e cose simili automatizzate.